# Фаддеев, Алексей Евгеньевич
Алексе́й Евге́ньевич Фадде́ев (род. 13 октября 1977, Рязань) — российский актёр театра и кино, каскадёр. Заслуженный артист России (2018).

## Биография
Алексей Фаддеев родился 13 октября 1977 года в Рязани.
С ранних лет проявлял интерес к театру, выступал в детской театральной студии при Рязанском драматическом театре, участвовал в профессиональной постановке спектакля «Порог».
В 1999 году окончил Высшее театральное училище имени М. С. Щепкина (курс Юрия Мефодьевича и Ольги Николаевны Соломиных) и был принят в труппу Государственного академического Малого театра России в Москве (в некоторых источниках существует информация о видоизменённости фамилии актёра). Будучи студентом четвёртого курса училища играл в Малом театре большие острохарактерные роли. К таким сценическим воплощениям можно отнести исполнение ролей Буланова из «Леса» А. Н. Островского и слуги президента из «Коварства и любви» Ф. Шиллера.
В кино Алексей снимается с 2003 года.
В 2004 году выполнял каскадёрские трюки на съёмках телесериала «Штрафбат».
В 2008 году в серии книг «Библиотека Малого театра» вышел буклет (автор — театральный критик Марина Гаевская), посвящённый Алексею Фаддееву.

### Личная жизнь
- Жена — Глафира Тарханова (род. 9 ноября 1983), актриса Театра «Сатирикон» имени Аркадия Райкина;
- сын — Корней;
- сын — Ермолай (2010)[4];
- сын — Гордей (род. 2 ноября 2012)[5];
- сын — Никифор (род. 19 сентября 2017 года)[6][7].
- дочь — Лукерья (род. 18 июня 2024 года)

## Творчество

### Роли в театре

#### Государственный академический Малый театр России
В Малом театре Алексей Фаддеев служит с 1999 года, но дебютировал на его сцене в 1998 году, будучи студентом театрального училища. Среди сыгранных им ролей:
- 1998 — «Лес» А. Н. Островского (режиссёр — Ю. М. Соломин) — Алексей Сергеевич Буланов, молодой человек, недоучившийся в гимназии[8]
- 1998 — «Коварство и любовь» Ф. Шиллера (режиссёр — Ю. М. Соломин) — слуга президента
- 1999 — «Князь Серебряный» А. К. Толстого (режиссёр — В. Н. Иванов) — Пётр
- 2000 — «Сказка о царе Салтане» А. С. Пушкина (режиссёр — В. Н. Иванов) — Черномор
- 2000 — «Сказка о царе Салтане» А. С. Пушкина (режиссёр — В. Н. Иванов) — Кот Учёный
- 2000 — «Горе от ума» А. С. Грибоедова (режиссёр — С. В. Женовач) — слуга в доме Фамусова
- 2001 — «Бешеные деньги» А. Н. Островского (режиссёр — В. Н. Иванов) — горожанин
- 2001 — «Хроника дворцового переворота» Г. П. Турчиной (режиссёр — В. М. Бейлис) — Григорий Орлов, молодой офицер
- 2001 — «Царь Борис» А. К. Толстого (режиссёр — В. М. Бейлис) — стрелец
- 2002 — «Пучина» А. Н. Островского (режиссёр — А. В. Коршунов) — 2-й студент
- 2002 — «Усилия любви» по пьесе «Бесплодные усилия любви» У. Шекспира (режиссёр — В. Н. Иванов) — Бойе, приближённый французской принцессы
- 2003 — «Таинственный ящик» по пьесе «Чудак-покойник, или Таинственный ящик» П. А. Каратыгина (режиссёр — Ю. М. Соломин) — Эмиль, помощник нотариуса Дюпре
- 2004 — «Вишнёвый сад» А. П. Чехова (режиссёр — И. В. Ильинский) — Яша, молодой лакей
- 2004 — «Три сестры» А. П. Чехова (режиссёр — Ю. М. Соломин) — Василий Васильевич Солёный, штабс-капитан[8]
- 2004 — «Три сестры» А. П. Чехова (режиссёр — Ю. М. Соломин) — Владимир Карпович Родэ, подпоручик
- 2006 — «Лес» А. Н. Островского (режиссёр — Ю. М. Соломин) — Пётр, сын купца Ивана Восмибратова, торгующего лесом
- 2006 — «Волки и овцы» А. Н. Островского (режиссёр — В. Н. Иванов)— Клавдий Горецкий, племянник Чугунова
- 2007 — «Дмитрий Самозванец и Василий Шуйский» А. Н. Островского (режиссёр — В. Н. Драгунов) — Дмитрий Иванович, самозванец
- 2007 — «Власть тьмы» Л. Н. Толстого (режиссёр — Ю. М. Соломин) — Никита, работник в доме Петра и Анисьи, двадцати пяти лет, щёголь
- 2009 — «Мольер» («Кабала святош») М. А. Булгакова (режиссёр — В. Н. Драгунов) — Захария Муаррон, приёмный сын Мольера, актёр
- 2010 — «Дон Жуан» А. К. Толстого (режиссёр — А. В. Клюквин) — Дон Жуан
- 2012 — «Бесприданница». А. Н. Островского (режиссёр — Ю. М. Соломин) — Сергей Сергеич Паратов, блестящий барин, из судохозяев, лет за тридцать
- 2013 — «Вишнёвый сад» А. П. Чехова (режиссёр — И. В. Ильинский) — Ермолай Алексеевич Лопахин, купец[8]
- 2014 — «Театр императрицы» Э. С. Радзинского (режиссёр — В. Н. Драгунов) — Алексей Григорьевич Орлов, граф
- 2018 — «Смута 1609–1611» В. Мединского (режиссёр — В. М. Бейлис)[9] — Григорий Колдырев[10]
- 2019 — «Свадьба, свадьба, свадьба!» А. П. Чехова — Григорий Степанович Смирнов[8]
- 2019 — «Перед заходом солнца» Г. Гауптамана (режиссёр — В. М. Бейлис)[11] — Эрих Кламрот
- 2021 — «Мёртвые души» Н.В. Гоголя по сценарию М.А.Булгакова Похождения Чичикова, или Мёртвые души (режиссёр - Алексей Дубровский) — Павел Иванович Чичиков[12]

### Фильмография
1. 2003 — Оперативный псевдоним
2. 2003 — Возвращение Мухтара — начальник
3. 2003 — Тотализатор — бандит по прозвищу «Плащ»
4. 2005 — Сатисфакция — Михаил Яковлев («Испанец»)
5. 2006 — Главный калибр — Южин, кинооператор
6. 2006 — Силеньсио (короткометражный) — он
7. 2007 — Пантера — художник-маньяк
8. 2007 — Бесы — Федька Каторжный
9. 2008 — Морской патруль — Анатолий, дайвер
10. 2008 — Побег — Сергей
11. 2008 — Продолжение следует — Костенко, актёр
12. 2008 — Цыганки — Шандр
13. 2010 — Рысь — «Харлей»
14. 2010 — Институт благородных девиц — Евгений Бутов, поручик, муж Наденьки, друг графа Воронцова
15. 2011 — Борис Годунов — стольник царя
16. 2011 — Следственный комитет (уголовное дело «Профессионалы») — Андрей Анохин, майор милиции
17. 2012 — Поединки. Похищение бомбы — Квасников
18. 2012 — Страна 03 — Александр Петрович Никитин, главный врач больницы
19. 2013 — Тайны института благородных девиц — Евгений Бутов,бывший поручик, погиб от рук Адмирала
20. 2013 — Совет да любовь
21. 2014 — Курьерский особой важности — Андрей Иванович Белкин, прапорщик русской контрразведки, член группы по выявлению вражеской агентуры в столице Российской империи
22. 2014 — Розыск — Роман Могилин, оперативник, старший лейтенант полиции ОВД города Москвы
23. 2014 — Бессонница — Виктор
24. 2014 — Прощай, любимая! — Макс, бывший напарник Андрея
25. 2015 — Меч 2 (серия № 1 «Феникс») — хирург
26. 2015 — Воин — сержант
27. 2016 — Мёртв на 99% — Джезим
28. 2017 — Скиф — Лютобор
29. 2019 — Завод — «Пономарь»
30. 2020 — Маскерад — Арбенин[8]
31. 2020 — Город тайн[13]
32. 2020 — Илия Муромец[14]
33. 2023 — Король и Шут — Щусев / охотник Себастьян

### Каскадёрские трюки в кино
1. 2004 — Штрафбат
2. 2007 — Слуга государев
3. 2008 — Боец. Рождение легенды

## Награды
- Заслуженный артист Российской Федерации (30 мая 2018 года) — за большой вклад в развитие отечественной культуры и искусства, средств массовой информации, многолетнюю плодотворную деятельность[15].
- Премия Правительства Российской Федерации в области культуры (27 декабря 2022 года) — за постановку спектакля «Мёртвые души» по поэме Николая Гоголя в инсценировке Михаила Булгакова[16].